# Luci Calpurni Pisó Cesoní (cònsol 148 aC)
Luci Calpurni Pisó Cesoní (llatí: Lucius Calpurnius C. F. C. N. Piso Caesoninus) va ser un magistrat romà. El seu cognomen indica que era originalment membre de la gens Cesònia i que va ser adoptat per un Pisó, probablement per Gai Calpurni Pisó. Va portar els deshonor a la família per la seva manca de valentia i habilitat a la guerra.
Va ser pretor l'any 154 aC i va rebre la província d'Hispània Ulterior, on va ser derrotat pels lusitans.
Va ser cònsol el 148 aC amb Espuri Postumi Albí Magne i enviat per dur a terme la guerra contra Cartago. Va tenir un baix nivell d'activitat i el poble va manifestar el seu descontentament, fins al punt que la direcció de la guerra va passar l'any següent a Escipió.